# Melissa Fahn

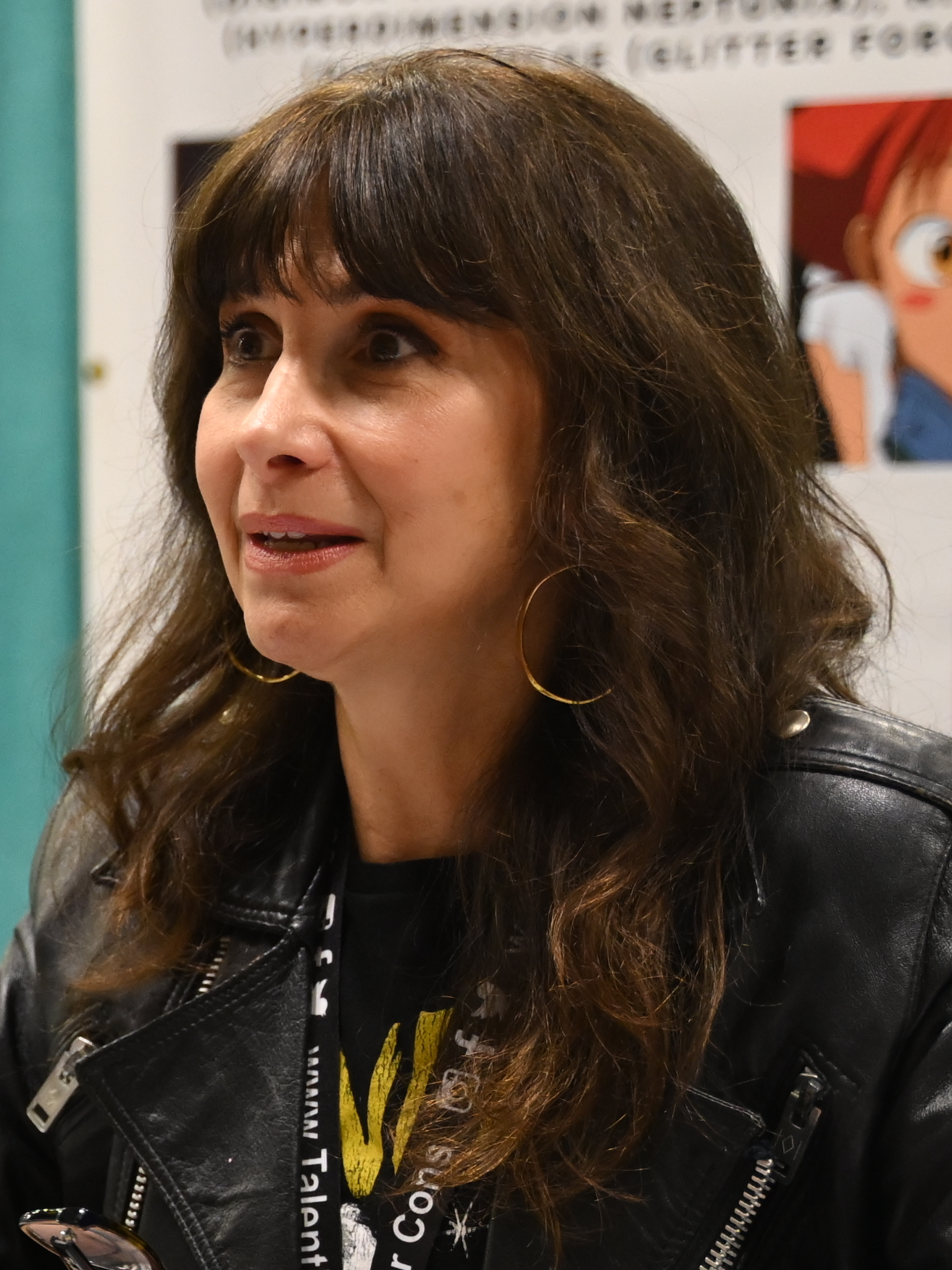
Melissa Fahn (2023)

Melissa Fahn, auch bekannt als Mellissa Charles oder Tina Dion, (* 28. April 1967 in New York City) ist eine US-amerikanische Schauspielerin, Synchronsprecherin und Sängerin.

## Leben
Fahn ist die jüngste von vier Geschwistern. Im Alter von drei Jahren begann sie mit dem Tanzen. Gemeinsam mit ihrer Familie zog sie nach Huntington Beach in Kalifornien. Sie studierte Tanz an der California State University in Long Beach, brach aber nach einem Jahr ab, um mit der Arbeit als Tänzerin fortzufahren.
Fahn hat drei ältere Brüder: Michael Fahn ist Musiker. Tom Fahn und Jonathan Fahn sind Synchronsprecher und Bühnen Schauspieler. Seit 2002 ist sie mi Joel Alpers verheiratet.

## Karriere
Während ihrer Arbeit als Rezeptionistin wurde ein Casting-Direktor auf ihre Stimme aufmerksam und sie wurde die Voice-Over-Stimme in dem Betty-Boop-Zeichentrickfilm The Betty Boop Movie Mystery. In der Folge gab Fahn vielen Zeichentrickfiguren ihren Stimme: Edward in Cowboy Bebop, Haruka in Noein, Gaz in Invader Zim, Neptune in tHyperdimension Neptunia sowie Rika Nonaka, Kristy Damon and Nene Amano in Digimon.
2007 veröffentlichte sie das Musikalbum Avignon welche von ihrem Mann, Joel Alpers, produziert wurde. Am Album beteiligt waren ihr Bruder Tom und ihre Schwägerin Mary Ann McSweeney.

### Wicked
Fahn war Ensemblemitglied der Brodwayoriginalbesetzung von Stephen Schwartz’ Musical Wicked. Im März 2004 wurde sie Zweitbesetzung für die Rolle der Glinda. Nach dem Schlaganfall von Melissa Bell Chait sprang sie ein.

## Synchronisationen (Auswahl)

### Animation
| Jahr      | Titel                                             |
| --------- | ------------------------------------------------- |
| 1989      | The Betty Boop Movie Mystery                      |
| 1991      | Ren und Stimpy                                    |
| 1998      | Cowboy Bebop                                      |
| 1998      | Expedition der Stachelbeeren                      |
| 2001      | Invader Zim                                       |
| 2002      | Zentrix                                           |
| 2009      | Gormiti                                           |
| 2017      | OK K.O.! Neue Helden braucht die Welt             |
| 2019      | Pucca: Love Recipe                                |
| seit 2020 | Miraculous – Geschichten von Ladybug und Cat Noir |

### Film
| Jahr | Titel                          |
| ---- | ------------------------------ |
| 2001 | Cowboy Bebop: The Movie        |
| 2019 | Invader Zim: Enter the Florpus |

### Videospiele
| Jahr | Titel                                                    |
| ---- | -------------------------------------------------------- |
| 2002 | Digimon Rumble Arena                                     |
| 2008 | SpongeBob SquarePants featuring Nicktoons: Globs of Doom |
| 2011 | Nicktoons MLB                                            |
| 2019 | Steven Universe: Unleash the Light                       |

## Schauspielerei (Auswahl)

### Theater
| Jahr | Titel                               |
| ---- | ----------------------------------- |
| 2003 | Wicked – Die Hexen von Oz (Musical) |

### Serien und Filme
| Jahr | Titel                  |
| ---- | ---------------------- |
|      | Passions               |
| 1993 | Beverly Hills, 90210   |
|      | Head of the Class      |
|      | The Eddie Files        |
|      | Fast Food              |
|      | A Night at the Roxbury |
|      | The Last Day           |
|      | Teen Lover             |
|      | Hexenjagd in L.A.      |
| 1988 | Salsa                  |
|      | Zombie Prom            |
| 2011 | Tick Tock Boom Clap    |

## Synchronisationen (Auswahl)

### Anime
| Jahr      | Titel                                                  |
| --------- | ------------------------------------------------------ |
| 1992      | Super Dimension Fortress Macross II: Lovers, Again     |
| 1992–93   | Guyver OVAs                                            |
| 1993      | Moldiver                                               |
| 1995      | Black Magic M-66                                       |
| 1995      | Phantom Quest Corporation                              |
| 1995–99   | El Hazard                                              |
| 1997      | Tokyo Revelation                                       |
| 1998–2000 | Fushigi Yuugi                                          |
| 1999      | Cowboy Bebop                                           |
| 1999      | Jungle de Ikou!                                        |
| 1999      | Mobile Suit Gundam 0080: War in the Pocket             |
| 1999      | Hello Kitty’s Paradise                                 |
| 2000      | Apocalypse Zero                                        |
| 2000      | Arc the Lad                                            |
| 2000      | Black Heaven                                           |
| 2000      | Magic Knight Rayearth                                  |
| 2000      | Panda! Go, Panda!                                      |
| 2000      | FLCL                                                   |
| 2001      | Samurai Girl Real Bout High School                     |
| 2001      | Blood: The Last Vampire                                |
| 2001      | Digimon Tamers                                         |
| 2001      | Gate Keepers                                           |
| 2001      | Mezzo Forte                                            |
| 2001      | Mobile Suit Gundam: The 08th MS Team                   |
| 2001      | Nightwalker                                            |
| 2001      | Vampire Princess Miyu                                  |
| 2002      | Vandread                                               |
| 2002      | Digimon Frontier                                       |
| 2002      | Ys                                                     |
| 2003      | Gun Frontier                                           |
| 2003      | Idol Project                                           |
| 2003      | Kikaider                                               |
| 2003      | Love Hina Again                                        |
| 2003      | Lupin III: Part II                                     |
| 2003      | Mahoromatic                                            |
| 2003      | Please Teacher!                                        |
| 2003      | s-CRY-ed                                               |
| 2003      | Sakura Wars: The Movie                                 |
| 2003      | Wild Arms: Twilight Venom                              |
| 2004      | Burn-Up Scramble                                       |
| 2004      | Kaze no Yojimbo                                        |
| 2004      | Sakura Taisen: Sumire                                  |
| 2004–05   | Ghost in the Shell: Stand Alone Complex                |
| 2005      | Gankutsuou: The Count of Monte Cristo                  |
| 2006–07   | Haré+Guu                                               |
| 2005      | Le Portrait de Petit Cossette                          |
| 2005      | Mars Daybreak                                          |
| 2005      | New Getter Robo                                        |
| 2005      | Samurai Champloo                                       |
| 2005      | Skyhigh                                                |
| 2005      | Tenjho Tenge                                           |
| 2005      | Zatch Bell!                                            |
| 2006      | Karas                                                  |
| 2006      | Noein                                                  |
| 2007      | Digimon Data Squad                                     |
| 2007      | Blue Dragon                                            |
| 2008      | Yuna & Stitch                                          |
| 2013      | Digimon Fusion                                         |
| 2013      | Hyperdimension Neptunia: The Animation                 |
| 2014      | Knights of Sidonia                                     |
| 2015      | Fate/stay night: Unlimited Blade Works                 |
| 2019      | Fate/Grand Order: First Order                          |
| 2018      | Boruto: Naruto Next Generations                        |
| 2018      | Lost Song                                              |
| 2019      | Fate/Grand Order – Absolute Demonic Front: Babylonia   |
| 2020      | Ghost in the Shell: SAC 2045                           |
| 2020      | My Next Life as a Villainess: All Routes Lead to Doom! |

### Filme
| Jahr | Titel                                             |
| ---- | ------------------------------------------------- |
| 1999 | Mobile Suit Gundam: The Movie Trilogy             |
| 2001 | Oh! My Goddess: Der Film                          |
| 2002 | Cowboy Bebop: The Movie                           |
| 2005 | Digimon Tamers: Battle of Adventurers             |
| 2005 | Digimon Tamers: Runaway Locomon                   |
| 2017 | Boruto: Naruto the Movie                          |
| 2018 | Sailor Moon S: The Movie                          |
| 2018 | Fate/stay night: Heaven’s Feel I. presage flower  |
| 2019 | Promare                                           |
| 2019 | Fate/stay night: Heaven’s Feel II. lost butterfly |
| 2021 | Fate/stay night: Heaven’s Feel III. spring song   |

### Videospiele
| Jahr      | Titel                                   |
| --------- | --------------------------------------- |
| 2002      | Digimon Rumble Arena                    |
| 2006      | God Hand                                |
| 2008      | Star Ocean: First Departure             |
| 2009      | Star Ocean: The Second Story            |
| 2009      | Shin Megami Tensei: Persona             |
| 2010      | Sakura Wars: So Long, My Love           |
| seit 2011 | Hyperdimension Neptunia                 |
| 2013      | Fire Emblem: Awakening                  |
| 2016      | Star Ocean: Integrity and Faithlessness |
| 2016      | World of Final Fantasy                  |
| 2017      | Fire Emblem Heroes                      |
| 2023      | Honkai star rail                        |

## Diskografie
- Avignon (2007)